# نورث‌ایست کوریدور
نورث‌ایست کوریدور (انگلیسی: Northeast Corridor) یک خط راه‌آهن برقی در منطقه مگالاپلیس شمالشرق، ایالات متحده آمریکا است.
این خط که در سال ۱۸۳۴ ساخته شده دارای ۱۰۸ ایستگاه و ۷۳۵ کیلومتر طول می‌باشد و از شهرهایی همچون بوستون، پراویدنس، نیوهیون، نیویورک، فیلادلفیا، دلاویر، بالتیمور و واشینگتن، دی.سی. عبور میکند.

نقشه نورث‌ایست کوریدور

## نگارخانه

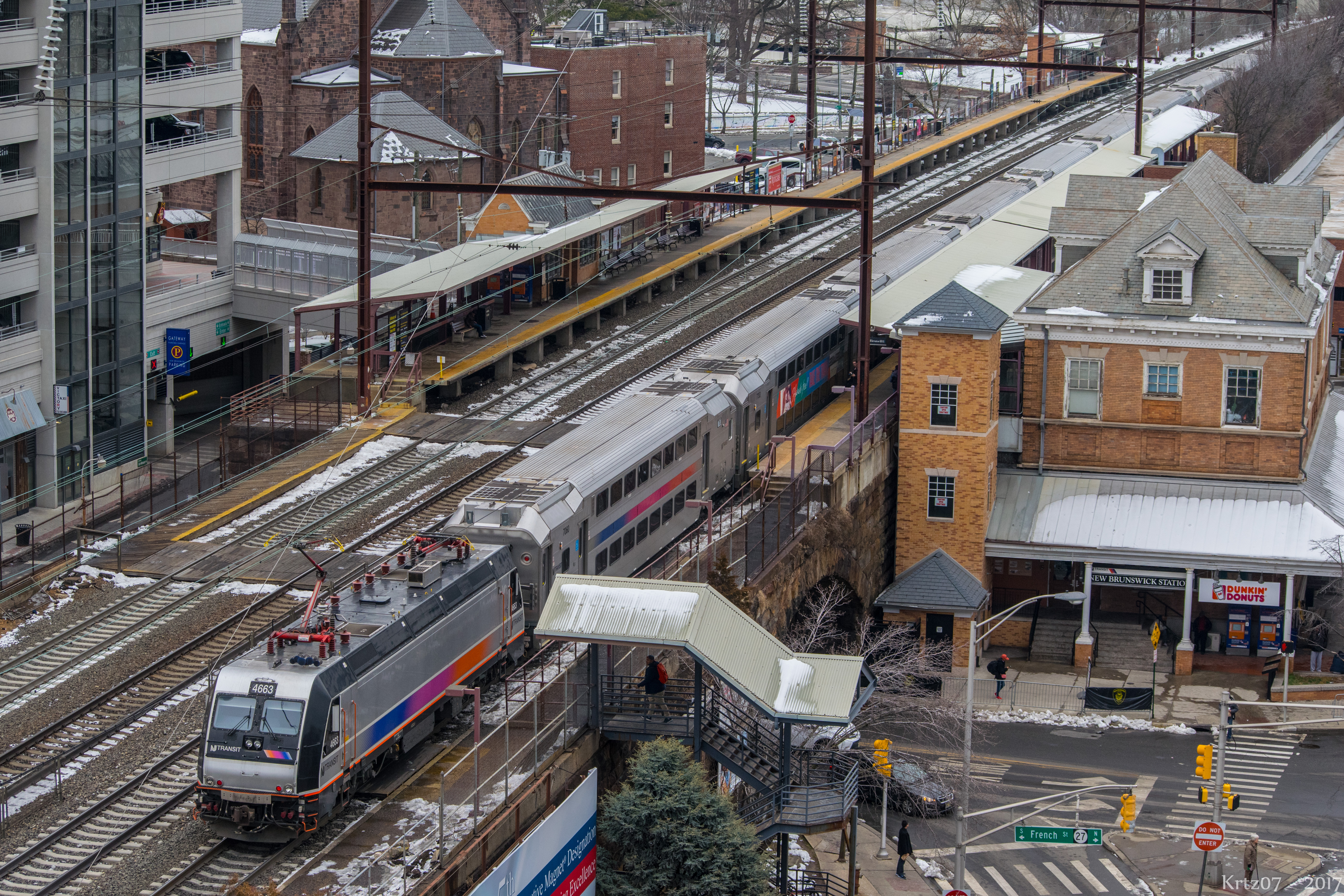
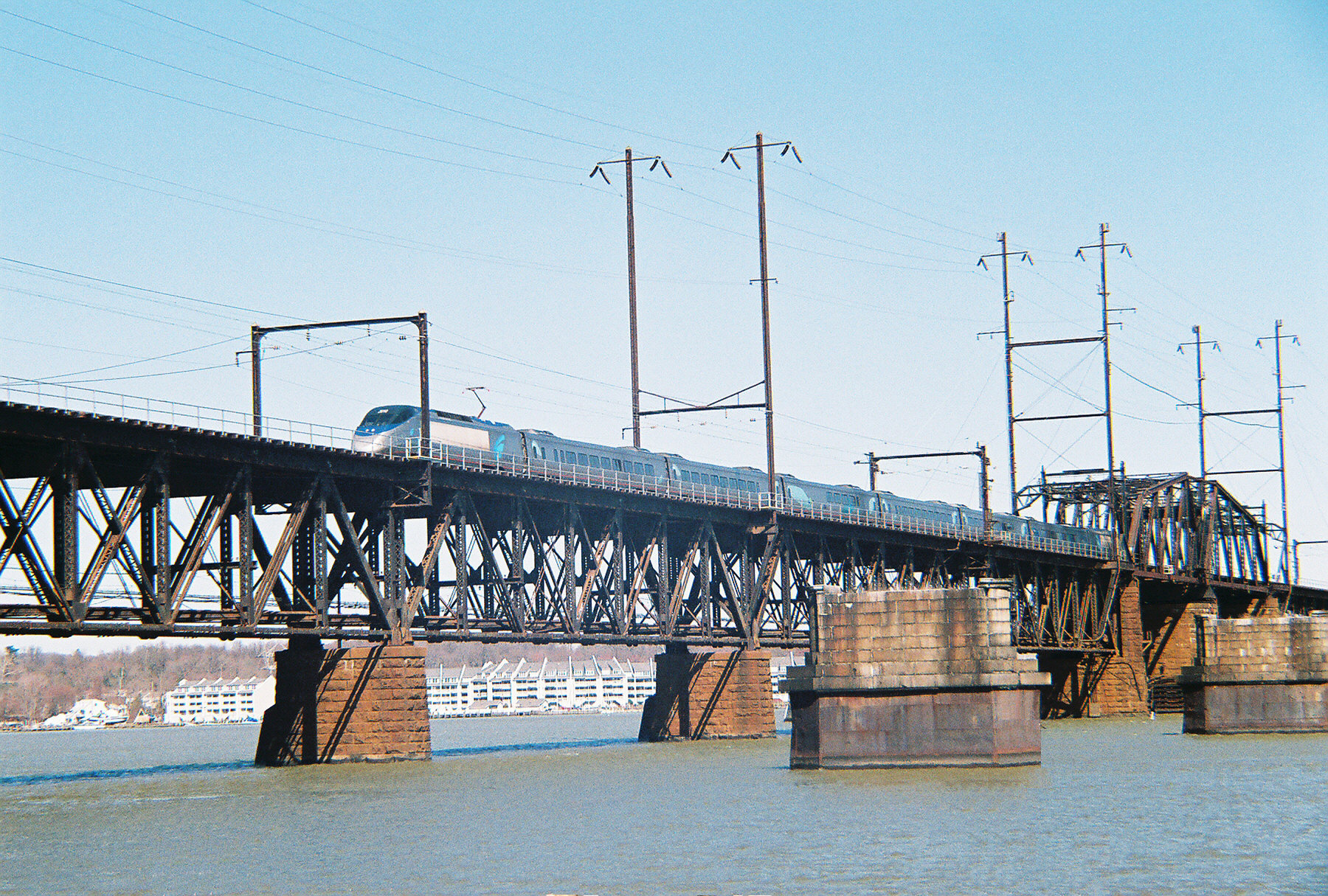